# گابریلا اسووبودووا
گابریلا اسووبودووا (چکی: Gabriela Svobodová؛ ۲۷ فوریهٔ ۱۹۵۳) اسکی‌باز صحرانوردی اهل چکسلواکی بود.